# Dacia Unirea Brăila în sezonul 2000-2001
Sezonul 2000-2001 este al treilea sezon pentru Dacia Unirea Brăila în Liga a III-a. Sezonul trecut, Dacia Unirea Brăila a terminat pe locul 8 în Liga a III-a.

## Echipă
| Nr. |         | Poziție | Jucător             |
| --- | ------- | ------- | ------------------- |
| 1   | România | P       | Constantin Brătianu |
| 12  | România | P       | Viorel Mirică       |
| 3   | România | F       | Vasile Brătianu     |
| 6   | România | F       | Laurențiu Ivan      |
| -   | România | F       | Ginel Rădulescu     |
| -   | România | F       | Florian Bulancea    |
| 4   | România | F       | Emil Cristian       |
| -   | România | F       | Nicu Rotaru         |
| -   | România | F       | Cornel Baboi        |
| -   | România | M       | Viorel Tănase       |
| -   | România | M       | Marian Brăguță      |
| -   | România | M       | Cristian Baltă      |
| -   | România | M       | Ionel Vioreanu      |
| -   | România | M       | Cristian Bândărică  |
| -   | România | M       | Sorin Frunză        |
| -   | România | A       | Fănel Ghioca        |
| -   | România | A       | Nicolae Ciocea      |
| -   | România | A       | Mihăiță Stoian      |
| -   | România | A       | Romeo Buteseacă     |
| -   | România | A       | Adrian State        |

## Transferuri

### Sosiri
| Post | Jucător         | De la echipa    | Sumă de transfer  | Dată |  | ---- |
| ---- | --------------- | --------------- | ----------------- | ---- |  | ---- |
| F    | Cornel Baboi    | Petrolul Brăila | liber de contract | -    |  |      |
| A    | Adrian State    | Oțelul Galați   | liber de contract | -    |  |      |
| A    | Romeo Buteseacă | Cimentul Fieni  | liber de contract | -    |  |      |
| M    | Sorin Frunză    | Jiul Petroșani  | liber de contract | -    |  |      |

### Plecări
| Post | Jucător | De la echipa | Sumă de transfer | Dată |  | ---- |
| ---- | ------- | ------------ | ---------------- | ---- |  | ---- |

## Seria II

### Rezultate
| Victorii | Egaluri | Înfrângeri | Cea mai mare victorie | Cea mai mare înfrângere |

### Sezon intern
| 1  | Dacia Unirea Braila   | Adjud                 |           | 10-0 |
| 2  | Petrolul Berca        | Dacia Unirea Braila   |           | 2-1  |
| 3  | Dacia Unirea Braila   | Darmanesti            |           | 2-1  |
| 4  | Comanesti             | Dacia Unirea Braila   |           | 1-1  |
| 5  | Dacia Unirea Braila   | Dunarea Galati        |           | 1-0  |
| 6  | Olimpia Ramnicu-Sarat | Dacia Unirea Braila   |           | 0-1  |
| 7  | Dacia Unirea Braila   | Gradistea             |           | 8-0  |
| 8  | Targu Secuiesc        | Dacia Unirea Braila   | Rotaru 80 | 0-2  |
| 9  | Dacia Unirea Braila   | Garbovi               |           | 2-0  |
| 10 | Dacia Unirea Braila   | Buzau                 |           | 1-0  |
| 11 | Zemes                 | Dacia Unirea Braila   |           | 1-2  |
| 12 | Dacia Unirea Braila   | Sfantu-Gheorghe       |           | 4-0  |
| 13 | Urziceni              | Dacia Unirea Braila   |           | 1-3  |
| 14 | Dacia Unirea Braila   | Petrolul Braila       |           | 3-1  |
| 15 | Aerostar Bacau        | Dacia Unirea Braila   |           | 1-2  |
| 16 | Adjud                 | Dacia Unirea Braila   |           | 0-6  |
| 17 | Dacia Unirea Braila   | Petrolul Berca        |           | 2-0  |
| 18 | Darmanesti            | Dacia Unirea Braila   |           | 0-0  |
| 19 | Dacia Unirea Braila   | Comanesti             |           | 8-0  |
| 20 | Dunarea Galati        | Dacia Unirea Braila   |           | 1-2  |
| 21 | Dacia Unirea Braila   | Olimpia Ramnicu-Sarat |           | 2-0  |
| 22 | Gradistea             | Dacia Unirea Braila   |           | 0-1  |
| 23 | Dacia Unirea Braila   | Targu Secuiesc        |           | 3-0  |
| 24 | Girbovi               | Dacia Unirea Braila   |           | 1-2  |
| 25 | Buzau                 | Dacia Unirea Braila   |           | 0-0  |
| 26 | Dacia Unirea Braila   | Zemes                 |           | 7-0  |
| 27 | Sfantu-Gheorghe       | Dacia Unirea Braila   |           | 0-2  |
| 28 | Dacia Unirea Braila   | Urziceni              |           | 6-1  |
| 29 | Petrolul Braila       | Dacia Unirea Braila   |           | 2-0  |
| 30 | Dacia Unirea Braila   | Aerostar Bacau        |           | 3-0  |

Clasamentul după 30 etape se prezintă astfel: